# Judô na Universíada de Verão de 2011
O judô na Universíada de Verão de 2011 foi disputado nos Pavilhões 6, 7 e 8 do Centro de Conferências e Exibições em Shenzhen, na China entre 13 e 17 de agosto de 2011.

## Calendário
| Judô      | Agosto | Agosto | Agosto | Agosto | Agosto | Agosto | Agosto | Agosto | Agosto | Agosto | Agosto | Agosto | Agosto |
| Judô      | 11     | 12     | 13     | 14     | 15     | 16     | 17     | 18     | 19     | 20     | 21     | 22     | 23     |
| --------- | ------ | ------ | ------ | ------ | ------ | ------ | ------ | ------ | ------ | ------ | ------ | ------ | ------ |
| Masculino |        |        | 2      | 2      | 2      | 2      | 1      |        |        |        |        |        |        |
| Feminino  |        |        | 2      | 2      | 2      | 2      | 1      |        |        |        |        |        |        |

|  | Dia de competição |  | Dia de final |

## Medalhistas

### Masculino
| Evento       | Ouro | Prata | Bronze |
| Individual   | Individual | Individual | Individual |
| ------------ | --- | --- | --- |
| até 60 kg    | KOR Kim Won-Jin | MGL Chinbat Otgon | RUS Robert Mshvidobadze                                                                                                 |
| até 60 kg    | KOR Kim Won-Jin | MGL Chinbat Otgon | JPN Toru Shishime |
| até 66 kg    | KOR Hwang Bo-Bae | JPN Yuito Yoshida | FRA Florent Urani |
| até 66 kg    | KOR Hwang Bo-Bae | JPN Yuito Yoshida | CHN Ma Duanbin |
| até 73 kg    | RUS Denis Yartsev | KOR Kim Won-Jung | BRA Marcelo Contini |
| até 73 kg    | RUS Denis Yartsev | KOR Kim Won-Jung | POL Piotr Kurkiewicz |
| até 81 kg    | JPN Tomohiro Kawakami | AZE Rustam Alimli | RUS Murat Khabachirov                                                                                                   |
| até 81 kg    | JPN Tomohiro Kawakami | AZE Rustam Alimli | BRA Victor Oliveira |
| até 90 kg    | RUS Abdul Omarov | UZB Sherali Juraev | ROU Valentin Radu |
| até 90 kg    | RUS Abdul Omarov | UZB Sherali Juraev | JPN Ryohei Anai |
| até 100 kg   | JPN Ryunosuke Haga | FRA Clement Delvert | RUS Zafar Makhmadov |
| até 100 kg   | JPN Ryunosuke Haga | FRA Clement Delvert | KOR Kim Tae-Kyeong |
| acima 100 kg | KOR Kim Soo-Whan | POL Maciej Sarnacki | FRA Mathieu Thorel |
| acima 100 kg | KOR Kim Soo-Whan | POL Maciej Sarnacki | JPN Takeshi Ojitani |
| Aberto       | KOR Kim Sung-Min | RUS Renat Saidov | JPN Masaru Momose |
| Aberto       | KOR Kim Sung-Min | RUS Renat Saidov | BRA David Silva |
| Equipe       | | | |
| Equipe       | JPN Japão Ryunosuke Haga Ryohei Anai Takeshi Ojitani Masaru Momose Yuito Yoshida Toru Shishime Tomohiro Kawakami Yasuhiro Awano | FRA França Florent Urani Antoine Jeannin Thibault Dracius Alexandre Iddir Farid Ben Ali Mathieu Thorel Clement Delvert | UKR Ucrânia Andrii Burdin Anatolii Laskuta Quedjau Nhabali Ivan Iefanov Vitalii Popovych Razmik Tonoyan Oleksandr Sizov |
| Equipe       | JPN Japão Ryunosuke Haga Ryohei Anai Takeshi Ojitani Masaru Momose Yuito Yoshida Toru Shishime Tomohiro Kawakami Yasuhiro Awano | FRA França Florent Urani Antoine Jeannin Thibault Dracius Alexandre Iddir Farid Ben Ali Mathieu Thorel Clement Delvert | KOR Coreia do Sul Hong Suk-Woong Hwang Bo-Bae Song Soo-Keun Kim Won-Jung Kim Sung-Min                                   |

### Feminino
| Evento      | Ouro | Prata                                                                                  | Bronze |
| Individual  | Individual | Individual                                                                             | Individual |
| ----------- | --- | -------------------------------------------------------------------------------------- | --- |
| até 48 kg   | JPN Kaori Kondo                                                                                                   | RUS Kristina Rumyantseva                                                               | ROU Violeta Dumitru |
| até 48 kg   | JPN Kaori Kondo                                                                                                   | RUS Kristina Rumyantseva                                                               | FRA Aurore Climence |
| até 52 kg   | POL Zuzanna Pawlikowska                                                                                           | KOR Seo Ha-Na                                                                          | JPN Yuki Hashimoto |
| até 52 kg   | POL Zuzanna Pawlikowska                                                                                           | KOR Seo Ha-Na                                                                          | ALG Meriem Moussa |
| até 57 kg   | JPN Megumi Ishikawa                                                                                               | KOR Kim Jan-Di                                                                         | FRA Helene Receveaux |
| até 57 kg   | JPN Megumi Ishikawa                                                                                               | KOR Kim Jan-Di                                                                         | GER Hannah Luise Brück |
| até 63 kg   | NED Esther Stam                                                                                                   | JPN Miki Tanaka                                                                        | PRK Hwang Chun-Gum |
| até 63 kg   | NED Esther Stam                                                                                                   | JPN Miki Tanaka                                                                        | CHN Lin Meiling |
| até 70 kg   | NED Kim Polling                                                                                                   | GER Laura Vargas Koch                                                                  | JPN Yuko Imai |
| até 70 kg   | NED Kim Polling                                                                                                   | GER Laura Vargas Koch                                                                  | BRA Natália Bordignon |
| até 78 kg   | UKR Viktoriia Turks                                                                                               | FRA Geraldine Mentouopou                                                               | CHN Zhang Jie |
| até 78 kg   | UKR Viktoriia Turks                                                                                               | FRA Geraldine Mentouopou                                                               | KOR Jeong Gyeong-Mi |
| acima 78 kg | CHN Qin Qian | KOR Kim Na-young                                                                       | FRA Emilie Andeol |
| acima 78 kg | CHN Qin Qian | KOR Kim Na-young                                                                       | TUR Belkız Zehra Kaya |
| Aberto      | KOR Kim Ji-Youn                                                                                                   | JPN Aya Ishiyama                                                                       | BRA Claudirene César |
| Aberto      | KOR Kim Ji-Youn                                                                                                   | JPN Aya Ishiyama                                                                       | FRA Emilie Andeol |
| Equipe      | |                                                                                        | |
| Equipe      | JPN Japão Kanae Yamabe Yuko Imai Aya Ishiyama Shori Hamada Yuki Hashimoto Kaori Kondo Miki Tanaka Megumi Ishikawa | CHN China Ye Meixin Guan Chunming Lin Meiling Yu Song Zhang Jie Chen Rong Lee Jung Eun | FRA França Emilie Andeol Helene Receveaux Valeriane Etienne Geraldine Mentouopou Aurore Climence Elodie Grou Heloise Lacouchie |
| Equipe      | JPN Japão Kanae Yamabe Yuko Imai Aya Ishiyama Shori Hamada Yuki Hashimoto Kaori Kondo Miki Tanaka Megumi Ishikawa | CHN China Ye Meixin Guan Chunming Lin Meiling Yu Song Zhang Jie Chen Rong Lee Jung Eun | POL Polônia Joanna Jaworska Agata Ozdoba Zuzanna Pawlikowska Agata Perenc Katarzyna Furmanek                                   |

## Quadro de medalhas
| Ordem | País                | Medalha de ouro | Medalha de prata | Medalha de bronze |    |
| ----- | ------------------- | --------------- | ---------------- | ----------------- | -- |
| 1     | JPN Japão           | 6               | 3                | 6                 | 15 |
| 2     | KOR Coreia do Sul   | 5               | 4                | 3                 | 12 |
| 3     | RUS Rússia          | 2               | 2                | 3                 | 7  |
| 4     | NED Países Baixos   | 2               |                  |                   | 2  |
| 5     | CHN China           | 1               | 1                | 3                 | 5  |
| 6     | POL Polônia         | 1               | 1                | 2                 | 4  |
| 7     | UKR Ucrânia         | 1               |                  | 1                 | 2  |
| 8     | FRA França          |                 | 3                | 7                 | 10 |
| 9     | GER Alemanha        |                 | 1                | 1                 | 2  |
| 10    | AZE Azerbaijão      |                 | 1                |                   | 1  |
|       | MGL Mongólia        |                 | 1                |                   | 1  |
|       | UZB Uzbequistão     |                 | 1                |                   | 1  |
| 13    | BRA Brasil          |                 |                  | 5                 | 5  |
| 14    | ROU Romênia         |                 |                  | 2                 | 2  |
| 15    | ALG Argélia         |                 |                  | 1                 | 1  |
|       | PRK Coreia do Norte |                 |                  | 1                 | 1  |
|       | TUR Turquia         |                 |                  | 1                 | 1  |
| TOTAL | TOTAL               | 18              | 18               | 36                | 72 |